# Sialia
Gli uccelli azzurri (Sialia Swainson, 1827) formano un genere di uccelli passeriformi all'interno della famiglia dei tordi (Turdidae) comprendente tre specie. Tutte e tre, l'uccello azzurro orientale, l'uccello azzurro occidentale e l'uccello azzurro montano, abitano l'America del Nord, ma l'areale dell'uccello azzurro orientale si estende fino all'America centrale.
Questi uccelli, delle dimensioni prossime a quelle di un tordo bottaccio, ma significativamente più leggeri, hanno una colorazione blu intensa, soprattutto sul dorso, alla quale si riferisce l'originaria denominazione inglese di Bluebird. Per quanto riguarda la forma, sono più simili ai pigliamosche che ai tordi. Fanno il nido nelle cavità degli alberi e si nutrono principalmente di insetti, ma anche, in autunno e inverno, di bacche e frutti. Le popolazioni settentrionali di tutte e tre le specie sono migratrici. Gli uccelli azzurri sono tra i passeriformi più conosciuti in Canada e negli Stati Uniti. Come tutte le specie più piccole che nidificano nelle cavità degli alberi in molte regioni del Neartico, anche gli uccelli azzurri si disputano i luoghi in cui nidificare con lo storno, specie introdotta dall'Europa in rapida espansione, con il quale entrano anche in conflitto diretto. Tuttavia, grazie al massiccio utilizzo di speciali scatole-nido, il calo demografico in molte regioni sembra essere in gran parte scongiurato. Nessuna delle tre specie viene considerata in pericolo dalla IUCN.

## Descrizione

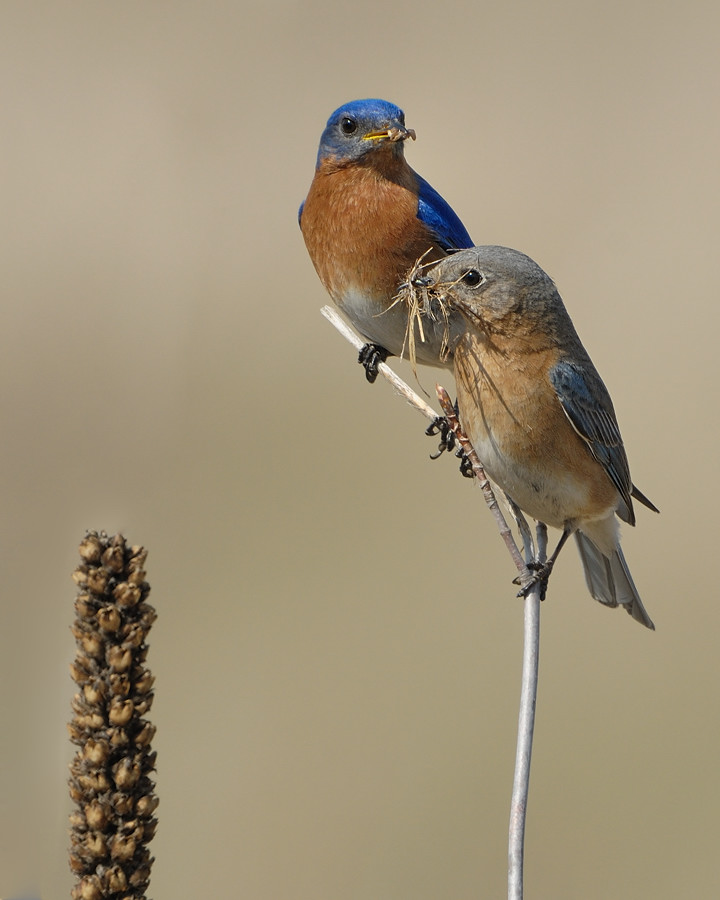
Coppia di uccelli azzurri orientali. La femmina trasporta del materiale per il nido.

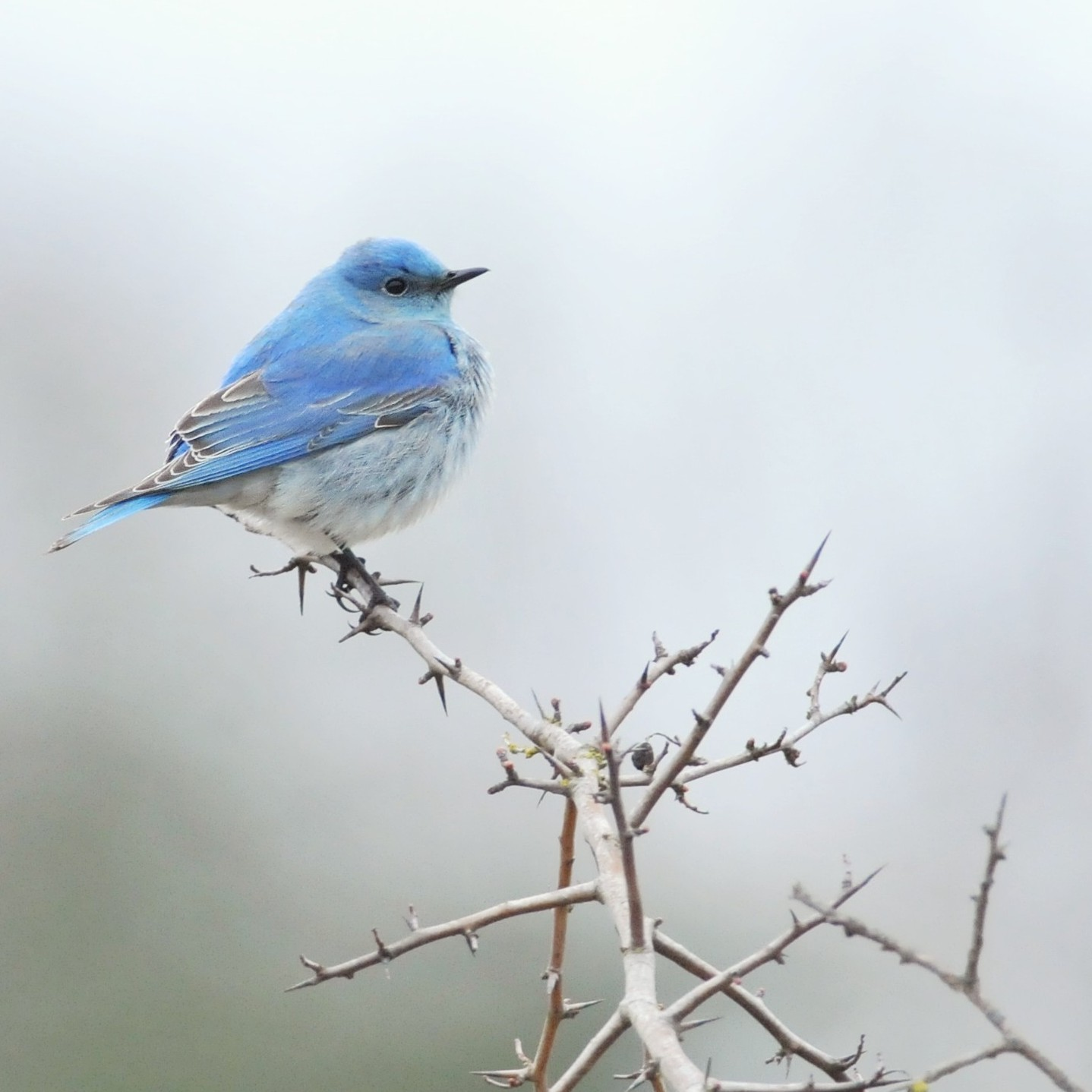
Maschio di uccello azzurro montano.

Gli uccelli azzurri sono volatili leggeri, con la testa grande e arrotondata. L'area del collo è appena separata dal torso. La loro caratteristica cromatica più distintiva è il colore blu della testa e del dorso, nonché della superficie superiore di ali e coda. La colorazione delle parti inferiori è diversa nelle tre specie. I maschi di uccello azzurro orientale e occidentale sono di un intenso blu cobalto su tutte le parti superiori, le ali e la coda. La gola è rosso ruggine nell'uccello azzurro orientale e blu o grigio-bluastra nell'uccello azzurro occidentale. Il petto è bruno-rossastro in entrambe le specie, ma il ventre è biancastro nell'uccello azzurro orientale e blu che sfuma nel grigio in quello orientale. L'uccello azzurro montano è interamente di colore azzurro cielo, più intenso sul dorso e sulle ali. Gli occhi di tutte le specie sono scuri, grandi e rotondi, con un anello oculare biancastro, ben evidente soprattutto nelle femmine e nei giovani esemplari. Il becco, relativamente corto e appuntito, va dal color corno al nero.

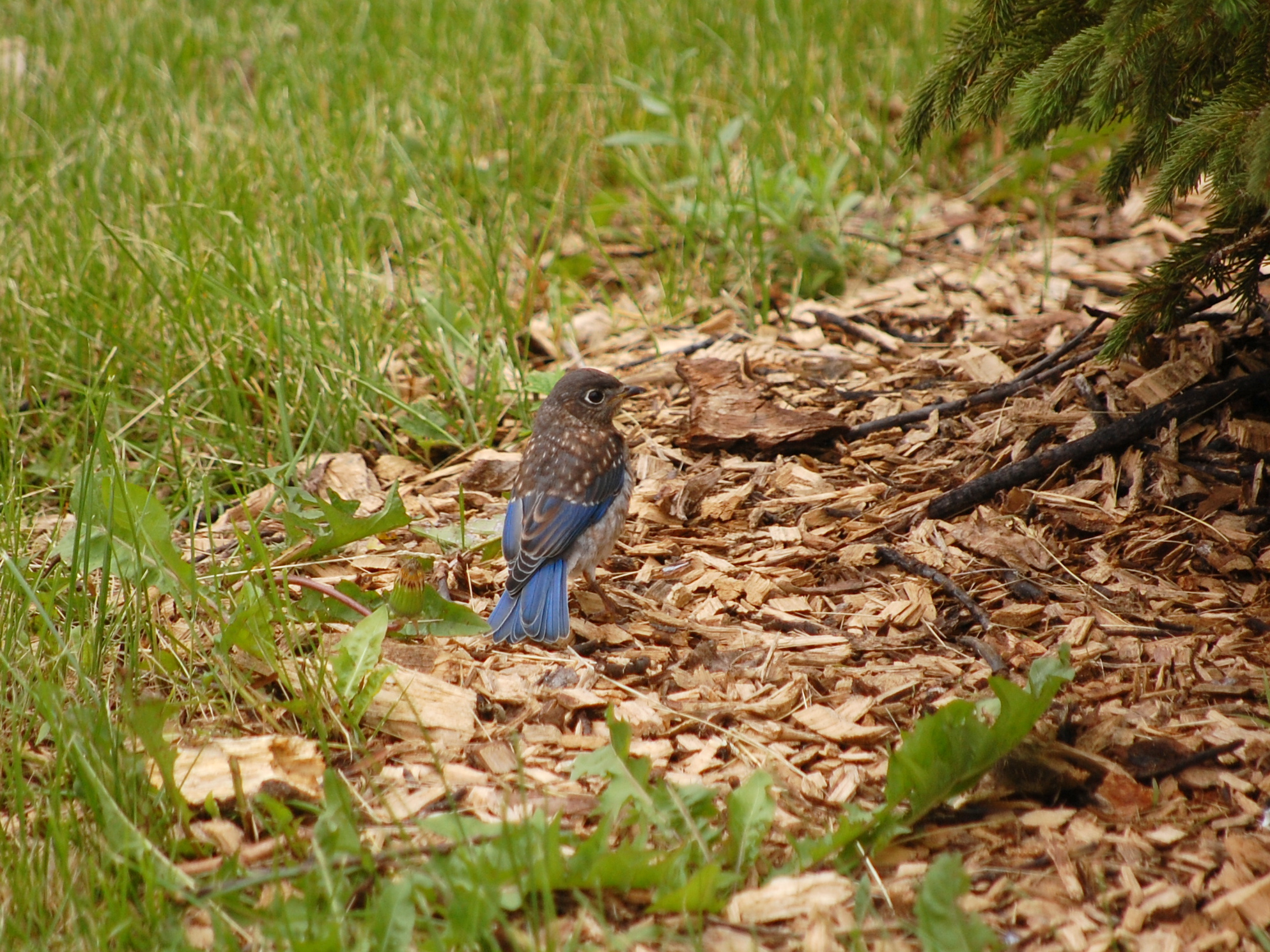
Giovane maschio di uccello azzurro orientale.

Gli uccelli azzurri misurano tra 16 e 22 centimetri di lunghezza, con un peso che varia tra 26 e 32 grammi; le femmine, sebbene delle stesse dimensioni del maschio, sono in media leggermente più pesanti. Pertanto, pur avendo dimensioni massime paragonabili a quelle di un tordo bottaccio, gli uccelli azzurri pesano solo la metà di quest'ultimo. L'uccello azzurro orientale è la specie più grande e pesante, mentre gli uccelli azzurri occidentali e montani sono leggermente più piccoli. Tutte e tre le specie hanno ali relativamente lunghe. L'uccello azzurro montano è quello dotato di ali più lunghe, che, una volta ripiegate, giungono quasi all'estremità della coda; a differenza delle altre due specie, ha anche zampe piuttosto lunghe.
Tutte le specie sono facilmente distinguibili; solo gli ibridi, frutto degli accoppiamenti occasionali tra l'uccello azzurro occidentale e quello montano, sono più difficili da identificare. Il dimorfismo sessuale in fatto di dimensioni e di peso è marginale, ma quello riguardante la colorazione è evidente. Sebbene le femmine presentino più o meno la stessa colorazione del maschio, hanno colori significativamente più tenui e sbiaditi. Sfumature di grigio predominano nella zona della testa e il blu è solitamente limitato alla parte caudale del dorso e a quella superiore di ali e coda. Identificare i giovani è facile come distinguere i sessi, sebbene riconoscerne il sesso di appartenenza sia alquanto più complesso. I giovani di tutte e tre le specie hanno il piumaggio sulla parte superiore del dorso e sulle spalle vistosamente punteggiato o tratteggiato di bianco su uno sfondo marrone castano.

### Voce
Il repertorio vocale degli uccelli azzurri occidentali e montani è relativamente semplice: emettono principalmente dei richiami che risuonano come kje che vengono pronunciati singolarmente e in modo acuto o in lunghe serie. Inoltre, possono emettere anche deboli cinguettii. I canti e i richiami dell'uccello azzurro orientale, al contrario, sono significativamente più vari. Il suo canto è armonioso e vario. Ricorda in qualche modo quello del merlo, ma è più corto e meno melodioso. Inoltre, è possibile udirlo «parlottare» o lanciare dei richiami di allarme con degli aspri chuck. In un contesto aggressivo, tutte e tre le specie possono emettere dei suoni sbattendo il becco.

## Distribuzione e habitat

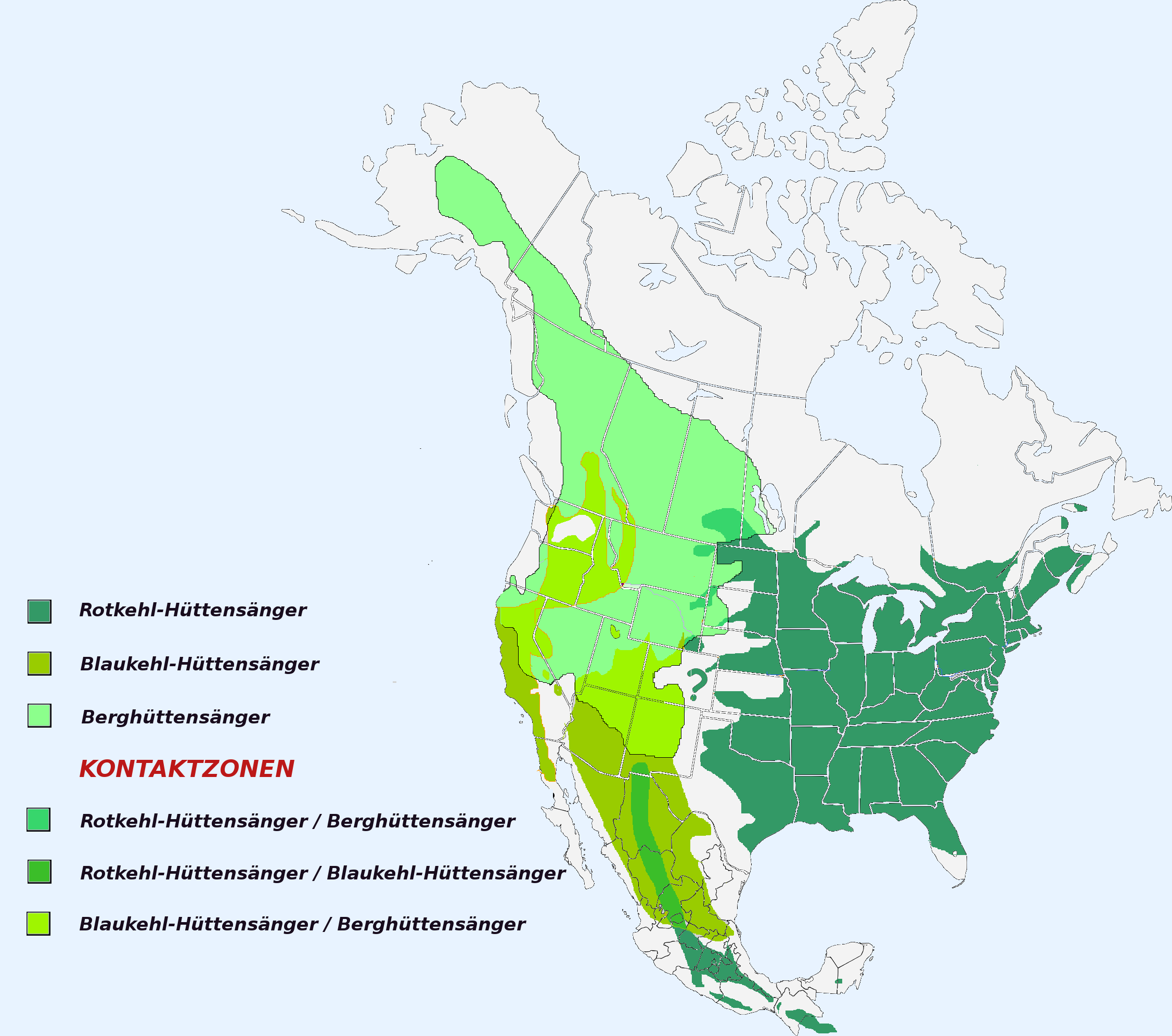
Areali delle specie del genere Sialia (gli areali di svernamento non sono indicati).

L'area di diffusione degli uccelli azzurri è limitata all'America del Nord e alle regioni settentrionali e centrali dell'America centrale.
L'uccello azzurro orientale occupa l'areale più esteso: si incontra dal Canada meridionale alla costa del Golfo e dall'Atlantico alle Grandi Pianure e, lungo il corso dei fiumi, fino alle pendici orientali delle Montagne Rocciose. Inoltre, abita vaste aree del Messico centrale e si spinge, con popolazioni isolate, fino al Nicaragua centrale.
Anche l'areale di nidificazione dell'uccello azzurro montano è molto ampio. Si estende dallo Yukon nel nord dell'Alaska, attraverso le Montagne Rocciose verso sud, fino agli Stati Uniti sud-occidentali e all'estremità settentrionale del Messico.
L'areale dell'uccello azzurro occidentale è leggermente più piccolo e più frammentato. È costituito da due aree più grandi e contigue e da alcune piccole sacche isolate poste nel mezzo. L'area settentrionale inizia nella Columbia Britannica e corre a sud lungo la costa del Pacifico fino alla Bassa California settentrionale. La più ampia area meridionale, invece, va dagli Stati Uniti centrali fino alla cintura vulcanica del Messico centrale a sud.
I terreni di svernamento degli uccelli azzurri orientali e occidentali si trovano nella parte meridionale del loro areale tipico, mentre nel caso dell'uccello azzurro montano si estendono fino al Messico meridionale.

### Habitat
Gli uccelli azzurri sono specie proprie degli ambienti aperti e scarsamente alberati. Abitano nelle pinete rade, nelle foreste colpite da incendi o tempeste, nei radi boschi misti di querce e pini e nei boschetti di pini e ginepri; l'uccello azzurro montano popola anche i prati alpini e la tundra scarsamente alberata. Si possono incontrare nelle zone umide, nelle savane aride e nei semideserti. Evitano le aree dove gli alberi e la copertura del suolo sono troppo fitti, così come i terreni agricoli coltivati in maniera intensiva. Vivono anche nei terreni agricoli, in particolare in quelli adibiti a pascolo, nei grandi frutteti, nei parchi, nei cimiteri e lungo strade e ferrovie dove possono nidificare sui pali del telegrafo. Grazie al crescente impiego delle scatole-nido, sono stati in grado di colonizzare anche le aree verdi delle grandi città e i giardini domestici più grandi.
L'uccello azzurro orientale e quello occidentale sono entrambi abitatori delle pianure e si spingono rispettivamente fino a 2400 e 2900 metri di altitudine. Le maggiori densità di uccello azzurro occidentale si registrano nelle zone submontane e montane tra i 1500 e i 2400 metri L'uccello azzurro montano si incontra a basse altitudini e vicino al livello del mare nella parte settentrionale del suo areale, ma abita anche aree ad altitudini superiori a 3000 metri nelle Montagne Rocciose centrali. I siti di nidificazione più elevati sono stati trovati a un'altitudine di quasi 4000 metri.

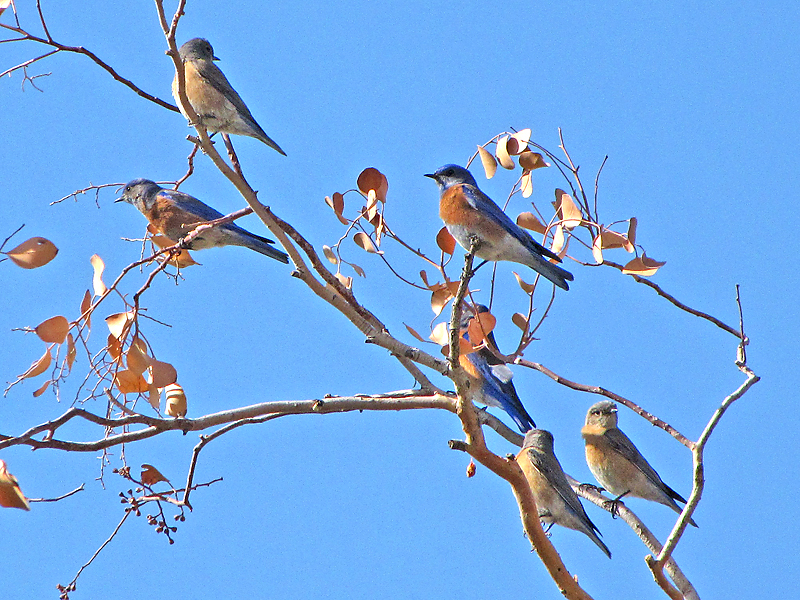
Raduno invernale di uccelli azzurri occidentali vicino a Tucson.

Gli habitat di svernamento sono molto simili a quelli di nidificazione, ma di solito sono anche più aperti. Gli uccelli azzurri spesso svernano nei semideserti dove crescono solo la salvia del deserto e altri arbusti rinsecchiti.
L'estensione dei territori di riproduzione varia tra 1000 m² e pochi ettari. In media sembrano essere più grandi nell'uccello azzurro montano. Il territorio si estende attorno alla cavità del nido; questa in particolare è difesa accanitamente dalle altre specie che nidificano in luoghi simili. Il grado di difesa del territorio di foraggiamento varia a livello regionale e individuale; sembra essere meno sviluppato presso gli uccelli azzurri orientali, che presentano una modalità di nidificazione quasi coloniale, con una cospicua preferenza per i nidi situati a stretta vicinanza (10-40 metri) da quelli di altri conspecifici. Nelle altre due specie, le distanze più brevi tra un nido e l'altro è di circa 100 metri. In inverno, oltre ai territori singoli, vengono stabiliti e difesi anche territori comunitari, che di solito comprendono una coppia di genitori con la loro prole e altri uccelli adulti che apparentemente non hanno avuto successo nella riproduzione.

### Spostamenti
Nessuna delle tre specie è un migratore obbligato, ma molti degli uccelli che si riproducono nel nord dell'areale lasciano i loro siti di nidificazione al di fuori della stagione riproduttiva. La maggior parte degli uccelli azzurri degli Stati Uniti meridionali, del Messico e dell'America centrale sono stanziali o intraprendono solo migrazioni su scala molto piccola, principalmente altitudinali. Anche le aree urbane, soprattutto quelle del Canada sud-orientale e del nord-est degli Stati Uniti, ospitano un gran numero di uccelli azzurri orientali che si spostano lì per svernarvi, grazie al maggior numero di prede che riescono a trovarvi e alle temperature più favorevoli. L'uccello azzurro occidentale ha una tendenza meno spiccata a migrare su lunghe distanze. Effettua soprattutto spostamenti altitudinali verso le zone più basse, oppure, in caso di carenza di cibo o condizioni climatiche molto sfavorevoli, cerca regioni relativamente riparate e più favorevoli. Anche l'uccello azzurro orientale è principalmente un uccello stanziale o migrante parziale. Solo le popolazioni più settentrionali abbandonano in gran parte i loro terreni di nidificazione per dirigersi verso sud. In genere coprono distanze di circa 2000 chilometri, ma in casi eccezionali si spingono molto più lontano. Occasionalmente, alcuni esemplari di uccello azzurro orientale raggiungono le Bahamas e Cuba.
Delle tre specie, l'uccello azzurro montano mostra la maggiore tendenza a migrare. Gli uccelli dell'Alaska, del Canada e degli Stati Uniti settentrionali sono in grande parte migratori obbligati su lunga distanza e spesso le loro migrazioni sono talvolta superiori a 6000 chilometri.
Gli uccelli azzurri migrano principalmente di notte. Talvolta sono stati osservati gruppi migratori di diverse centinaia di individui, ma sono piuttosto rari: di solito migrano in piccoli gruppi di meno di 30 esemplari.

### Zone di contatto
Nonostante vi siano ampie zone di sovrapposizione degli areali delle varie specie, gli ibridi sono rari. È stato segnalato solo un ibrido in cattività tra uccello azzurro orientale e uccello azzurro occidentale. L'uccello azzurro montano, invece, si incrocia nelle zone di contatto con esemplari delle altre due specie. Gli ibridi producono prole fertile, anche accoppiandosi con individui omozigoti o con altri ibridi. Un'indagine su vasta scala che ha visto coinvolte 8000 coppie riproduttive nella provincia canadese del Manitoba, dove i terreni di nidificazione di S. sialis e S. currucoides si sovrappongono, ha mostrato una proporzione di covate miste chiaramente identificabili visivamente di poco più del mezzo punto percentuale. Gli ibridi presentano le caratteristiche del piumaggio di entrambi i genitori, ma il canto degli ibridi di S. sialis e S. currucoides ricorda più da vicino quello dell'uccello azzurro orientale.

## Biologia

### Alimentazione

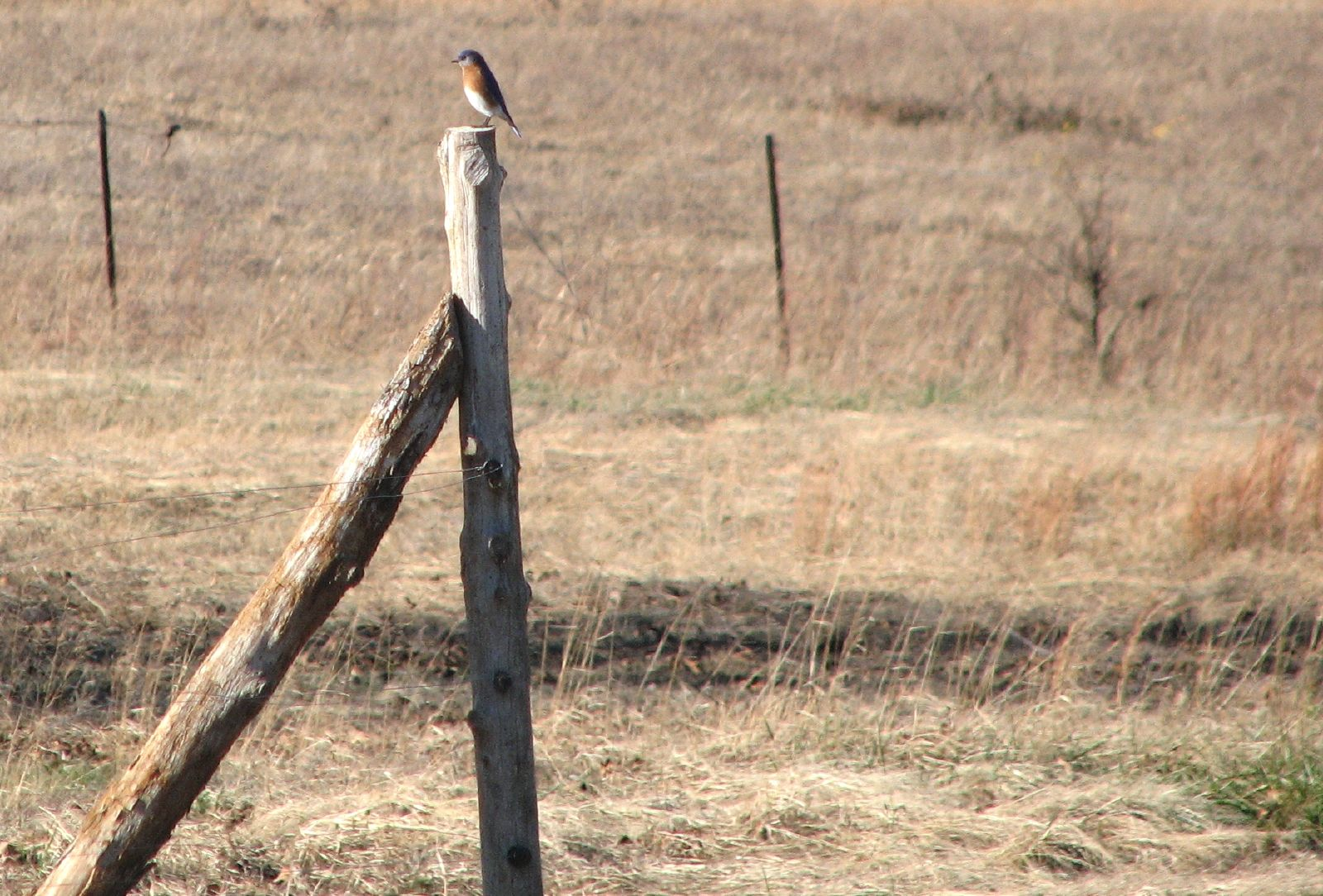
Gli uccelli azzurri sono principalmente cacciatori da attesa. Qui un maschio di uccello azzurro orientale.

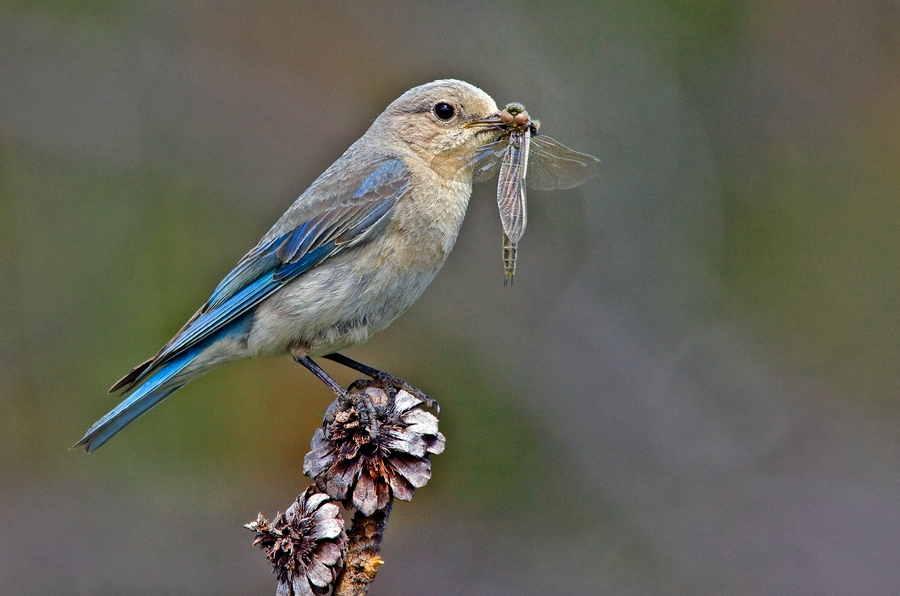
Femmina di uccello azzurro montano con una libellula catturata.

Gli uccelli azzurri sono onnivori. La proporzione di cibo di origine animale e vegetale varia da specie a specie e da una stagione all'altra. Nel complesso, tutte le specie consumano una maggior quantità di cibo animale durante tutto l'anno, e durante la stagione pre-riproduttiva e riproduttiva gli uccelli azzurri sono quasi esclusivamente carnivori. L'uccello azzurro montano dipende in gran parte dal cibo animale durante tutto l'anno: la quantità media di cibo vegetale consumato in un anno è inferiore al 10% della dieta complessiva, mentre nelle altre due specie è intorno al 30%.
Gli uccelli azzurri sono animali opportunisti per quanto riguarda la scelta del cibo. La quantità maggiore della loro dieta è costituita da quelle prede o bacche presenti in abbondanza e più facili da trovare.
La dieta di origine animale di tutte e tre le specie è costituita principalmente da insetti, con una preferenza per le specie più grandi. Coleotteri, bruchi, grilli, cavallette, libellule e imenotteri sono le loro prede principali. In misura minore diventano cibo degli uccelli azzurri anche ragni, vermi e lumache. In casi eccezionali entrano a far parte del loro menu anche il toporagno pigmeo americano e altre specie molto piccole del genere Sorex, oltre a piccolissime lucertole e rane arboricole.
Quattro quinti della dieta vegetale vengono consumati in autunno e in inverno. Questa include tutte le bacche e i frutti che maturano nel loro areale, in particolare more, lamponi, bacche di sambuco e di ginepro e molti altri, ma anche semi, come quelli del poligono e di varie piante di sommacco, soprattutto del genere Rhus, o le bacche di vischio; a seconda della loro disponibilità, le popolazioni svernanti possono essere largamente dipendenti da questi alimenti.
Le tre specie non differiscono in modo significativo nel metodo di cattura delle prede. Tutte e tre preferiscono cacciare insetti a partire da un punto di osservazione posto da 0,5 a 5 metri dal suolo. Da lì, gli uccelli azzurri possono avvistare le loro prede fino a una distanza di 40 metri, a seconda del tipo di copertura vegetale. La preda viene colpita sul terreno e mangiata lì o portata in un altro luogo. I coleotteri vengono sbattuti più volte contro una superficie dura prima di essere ingeriti. Altri metodi di cattura sono la caccia sul terreno, che consiste nell'inseguire la preda saltellando su entrambe le zampe, la caccia in volo, sia per mezzo di brevi voli a partire da un posatoio che con voli continui, soprattutto quando c'è uno sciame numeroso di insetti, nonché la caccia in picchiata, applicata nei confronti di prede che si trovano sul terreno. Quest'ultimo metodo di caccia, molto dispendioso in termini di energia, viene utilizzato più frequentemente e con insistenza dall'uccello azzurro montano. Meno di frequente, gli uccelli azzurri cercano piccoli insetti anche su foglie e ramoscelli, raccogliendoli da lì. Gli uccelli azzurri colgono frutti e bacche direttamente dai rami o raccolgono quelli caduti a terra. Tutte e tre le specie visitano le mangiatoie per uccelli.

### Comportamento

#### Locomozione e comportamento a riposo

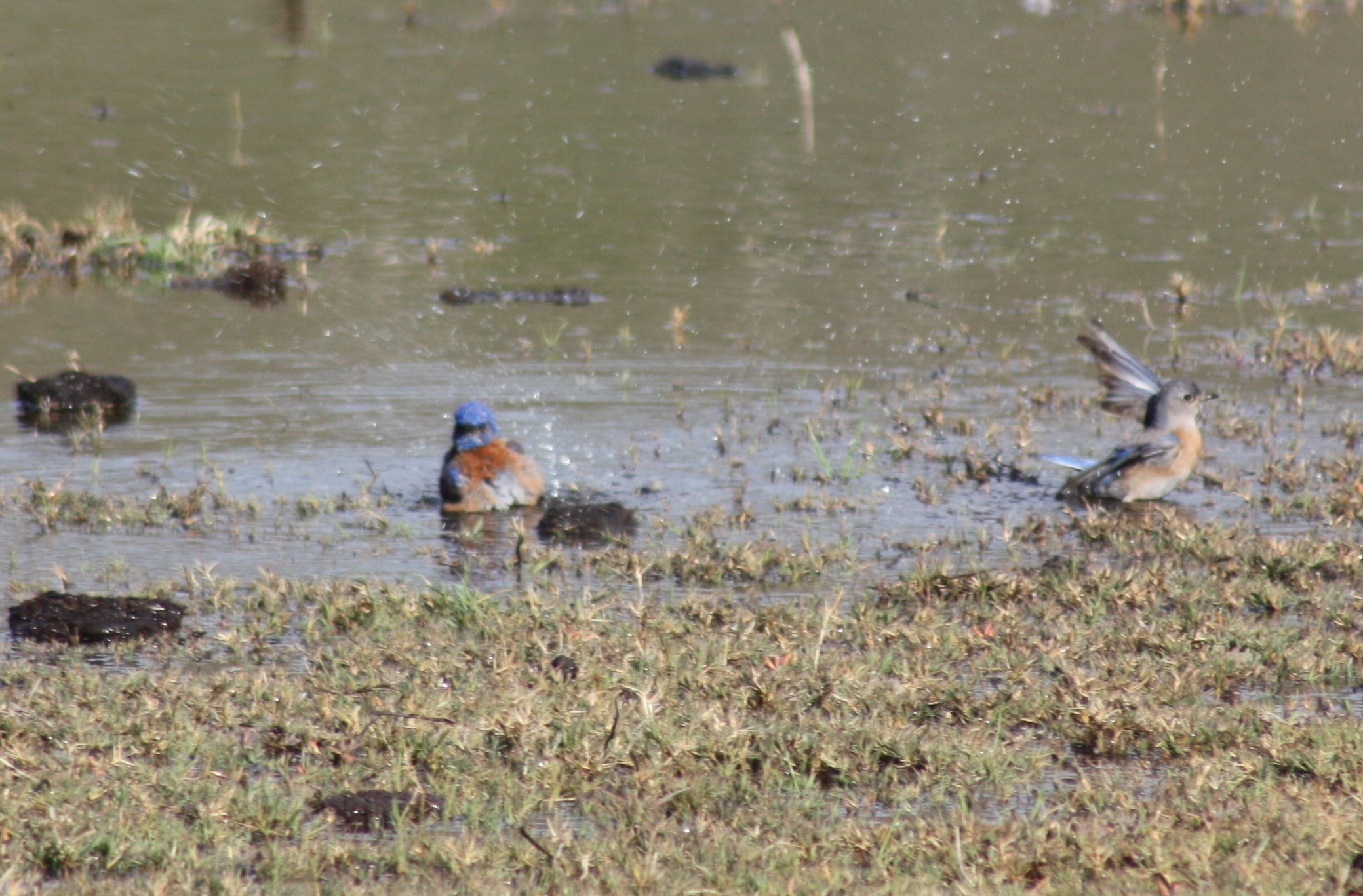
Uccelli azzurri occidentali fanno il bagno.

Gli uccelli azzurri sono diurni. Il loro volo è basso, con battiti d'ala piuttosto lenti e irregolari; solo quando coprono grandi distanze volano ad altitudini più elevate. A terra, si muovono saltellando, spesso spostandosi lateralmente, e si muovono solo per brevi distanze. Sono in grado di arrampicarsi lungo i tronchi, capacità di cui sono dotati anche gli esemplari immaturi. Quando osservano i dintorni da un posatoio alla ricerca di una preda rimangono immobili in posizione eretta. Al di fuori della stagione riproduttiva e quando è disponibile cibo a sufficienza, gli uccelli azzurri trascorrono quasi due terzi della giornata riposando o toelettandosi, prendendo il sole o facendo il bagno nell'acqua. Al di fuori della stagione riproduttiva, piccoli gruppi riposano insieme su posatoi riparati o, nella stagione fredda, anche nelle cavità degli alberi più grandi o in altri anfratti e nicchie. Occasionalmente, i gruppi si radunano per dormire anche all'interno della chioma degli alberi di vischio. Durante la cova e all'inizio della stagione di nidificazione, la femmina dorme nel nido e il maschio resta lì vicino.

#### Comportamento sociale e agonistico

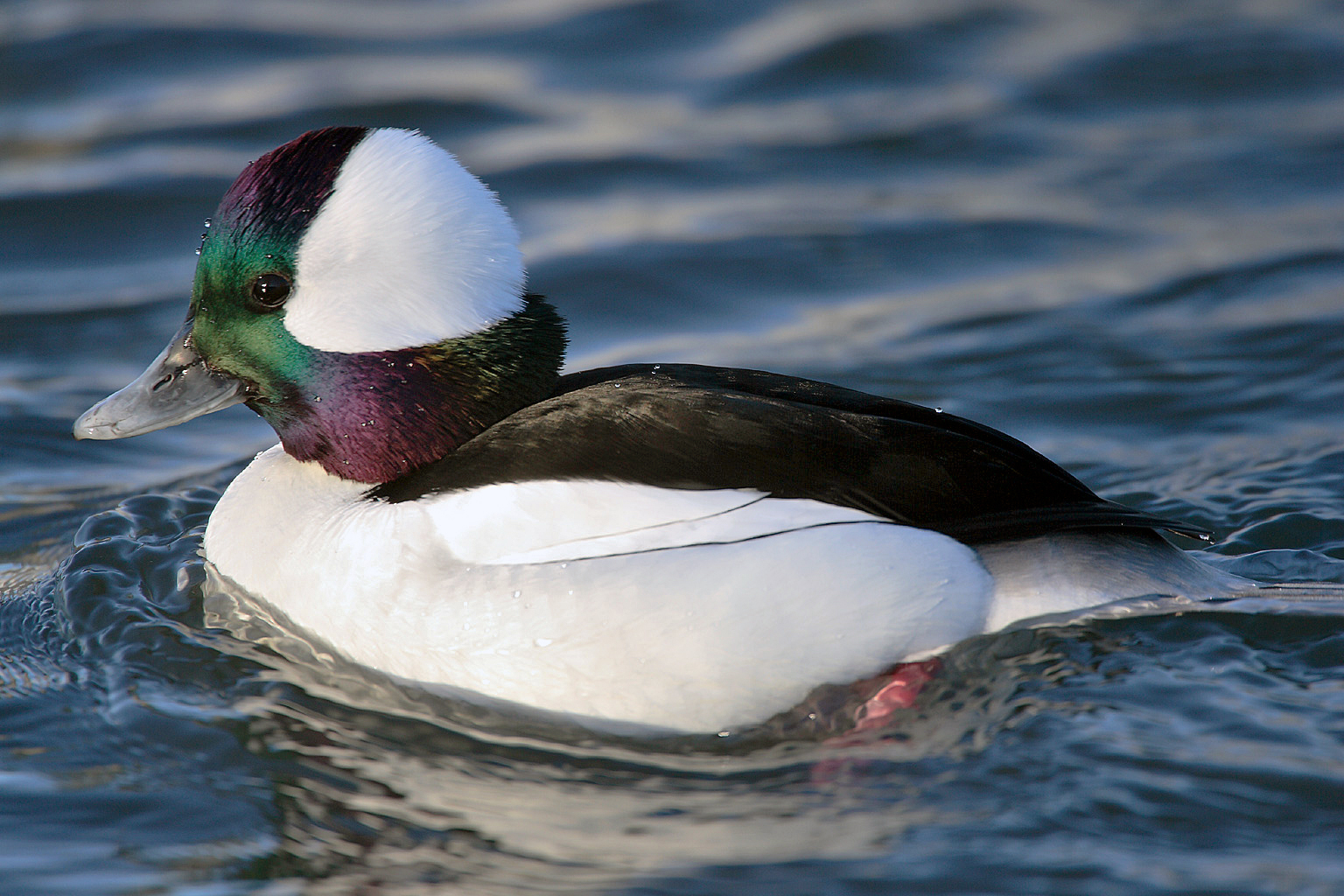
Anche il quattrocchi minore è uno dei potenziali competitori per le cavità-nido.

Durante la stagione pre-riproduttiva e riproduttiva, tutte le specie di uccelli azzurri sono territoriali ed estremamente aggressive nei confronti dei conspecifici e di un gran numero di altri uccelli, nonché nei confronti di alcuni mammiferi e rettili. Le aggressioni intraspecifiche sono dirette principalmente contro i membri dello stesso sesso. Le aggressioni verso i membri del sesso opposto sono meno comuni. Gli uccelli azzurri difendono un territorio di dimensioni variabili che comprende la cavità del nido e l'area circostante. L'area del nido in particolare viene difesa strenuamente, mentre gli scontri con i vicini nelle aree periferiche, che spesso si sovrappongono ad altri territori, sono più rari e meno violenti. Le controversie intraspecifiche possono portare a veri e propri combattimenti. Gli avversari, oltre a rischiare di ferirsi gravemente, dimenticano completamente ciò che li circonda e possono diventare facili vittime dei predatori.
I potenziali competitori per le cavità in cui nidificare, come varie specie di cince, picchi, rondini, scriccioli, picchi muratori, gufi, nonché specie europee introdotte come lo storno e il passero domestico, ormai entrate a far parte dell'avifauna del Neartico, cercano di cacciare gli uccelli azzurri fuori dai terreni di nidificazione. Gli uccelli azzurri orientali distruggono i nidi degli scriccioli delle case e di varie specie di cince. Le femmine sono particolarmente attive nella difesa del nido. Gli uccelli azzurri iniziano a lanciare forti richiami quando scorgono dei predatori, come varie specie di mustelidi, procioni, gatti domestici, rapaci e serpenti arboricoli, di solito rimanendo al sicuro. Anche le persone che si avvicinano troppo al nido vengono in certe occasioni assalite direttamente. Al di fuori della stagione riproduttiva, i gruppi migratori difendono i loro luoghi di foraggiamento, ad esempio certi alberi di vischio. Gli esemplari stanziali rimangono territoriali anche in inverno, ma il livello di aggressività e le azioni di difesa sono notevolmente più limitati.
Al di fuori della stagione riproduttiva, gli uccelli azzurri vivono in gruppi familiari o in gruppi itineranti che si alimentano insieme costituiti di solito da non più di 30 esemplari. All'interno dei gruppi, i singoli individui mantengono una distanza di circa un metro. Pur tenendosi in contatto vocale tra loro, non sono state osservate altre interazioni sociali. Solo in caso di maltempo gli uccelli azzurri riposano vicini.

### Riproduzione

#### Periodo di nidificazione

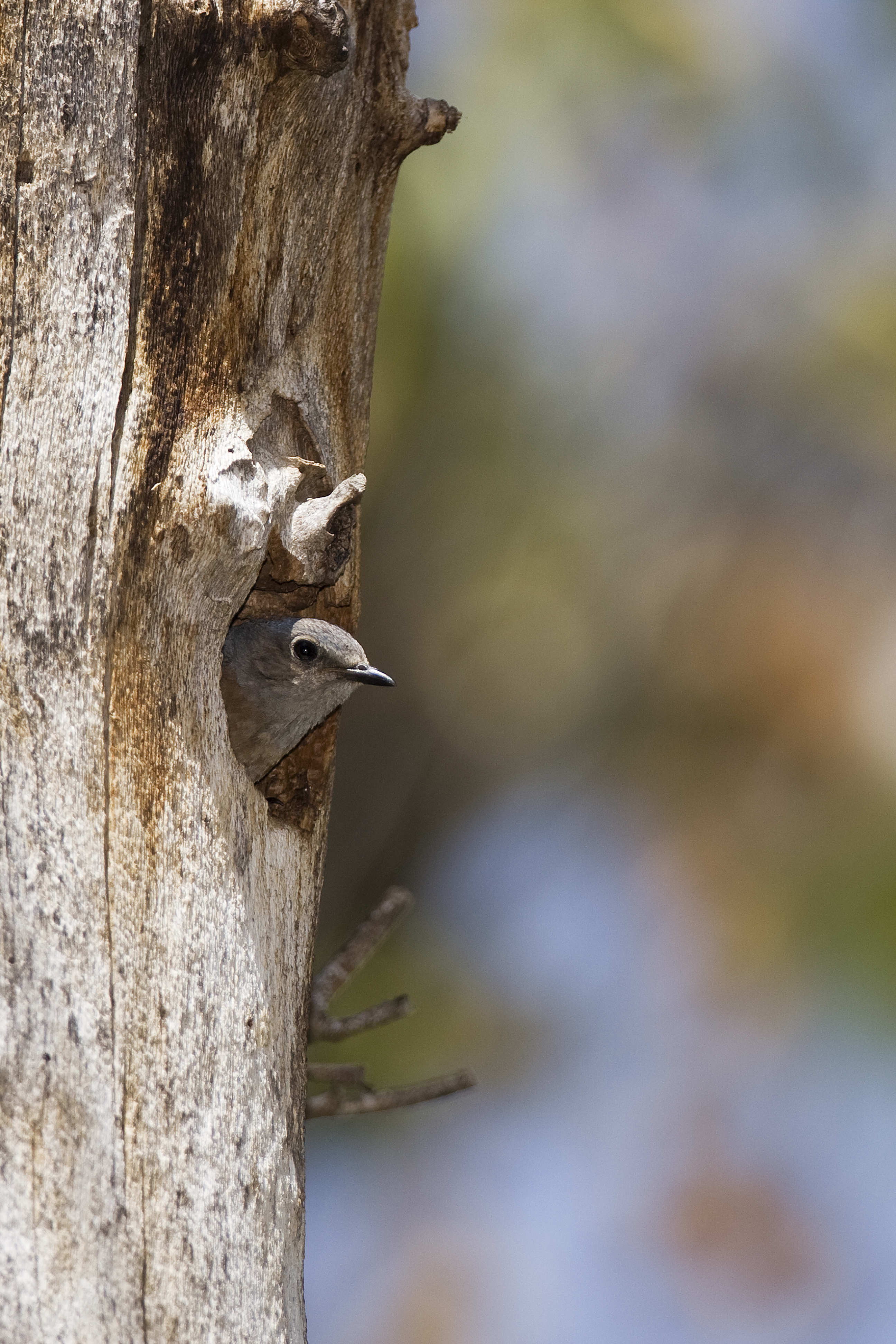
Femmina di uccello azzurro occidentale nel nido abbandonato di un picchio di Nuttall.

Le nidiate più precoci dell'uccello azzurro occidentale, nella parte più sud-occidentale del suo areale riproduttivo, vengono deposte a metà febbraio e quelle dell'uccello azzurro orientale verso la fine dello stesso mese. Tuttavia, la maggior parte degli esemplari di entrambe le specie inizia a nidificare alla fine di marzo e il picco della stagione riproduttiva inizia nella seconda decade di aprile e dura fino a metà maggio. L'uccello azzurro montano nidifica più tardi, in condizioni particolarmente favorevoli già a fine aprile, ma generalmente non prima di maggio e, nelle zone settentrionali e molto elevate, di giugno.

#### Formazione delle coppie
Gli uccelli azzurri raggiungono la maturità sessuale alla fine del loro primo anno di vita e di solito si riproducono anche a questa età. Stringono legami monogami che durano per una sola stagione, ma i riaccoppiamenti e i legami più duraturi sono comuni. Uno studio a lungo termine effettuato in California ha rivelato che in 117 coppie di uccello azzurro occidentale solo 7 avevano cambiato partner in 12 anni dopo che lo stesso era tornato nei terreni di nidificazione. Un cambio di partner non costretto dalle circostanze è stato osservato solo in tre casi nel corso del medesimo studio. Tuttavia, è probabile che gli accoppiamenti extra-coniugali siano molto comuni in tutte e tre le specie: almeno un quinto dei piccoli non ha il compagno della madre come padre. La frequenza degli accoppiamenti al di fuori dall'ambito della coppia è maggiore tra gli esemplari che si riproducono la prima volta. Altri sistemi di riproduzione sono stati riscontrati in tutte e tre le specie, ma sono rari. La poliginia è stata osservata più di frequente: di solito le due compagne di uno stesso maschio occupano territori limitrofi ma diversi, anche se in alcuni casi depongono le uova nello stesso nido e collaborano nella cova.
La maggior parte delle coppie di uccelli azzurri migratori sembrano essere già formate all'arrivo nei terreni di nidificazione. Il corteggiamento è poco appariscente. Consiste principalmente in una sequenza di richiami e nell'esibizione del nido da parte del maschio, che si agita davanti all'ingresso o nei suoi pressi con le ali aperte e tremolanti. La formazione della coppia è completa quando la femmina sceglie la cavità come proprio nido e inizia a pulirla o a portare del materiale per rivestirne l'interno.
Le cavità adibite a luogo di nidificazione sono quelle naturali nel tronco degli alberi, comprese quelle abbandonate o ancora occupate dai picchi, e le scatole-nido artificiali, il cui utilizzo è andato aumentando durante gli ultimi 30 anni. Molto raramente sono stati osservati nidi posti in altri luoghi, come nelle nicchie degli edifici. Tali cavità si trovano ad altezze variabili, per lo più comprese tra 2 e 5 metri dal suolo. Non vi è alcuna preferenza evidente per una particolare specie di albero, ma vengono preferite le zone caratterizzate da una copertura del suolo bassa o scarsa e da un numero sufficiente di buoni posatoi. All'interno della cavità la femmina costruisce un semplice nido a coppa fatto di fili d'erba e altro materiale di origine vegetale o animale, la cui costruzione viene completata in pochi giorni. Anche i maschi spesso portano materiale per il nido, ma la loro partecipazione al processo di costruzione è nel complesso marginale o può ancora essere intesa come parte del rituale di corteggiamento.

#### Cova e cure parentali

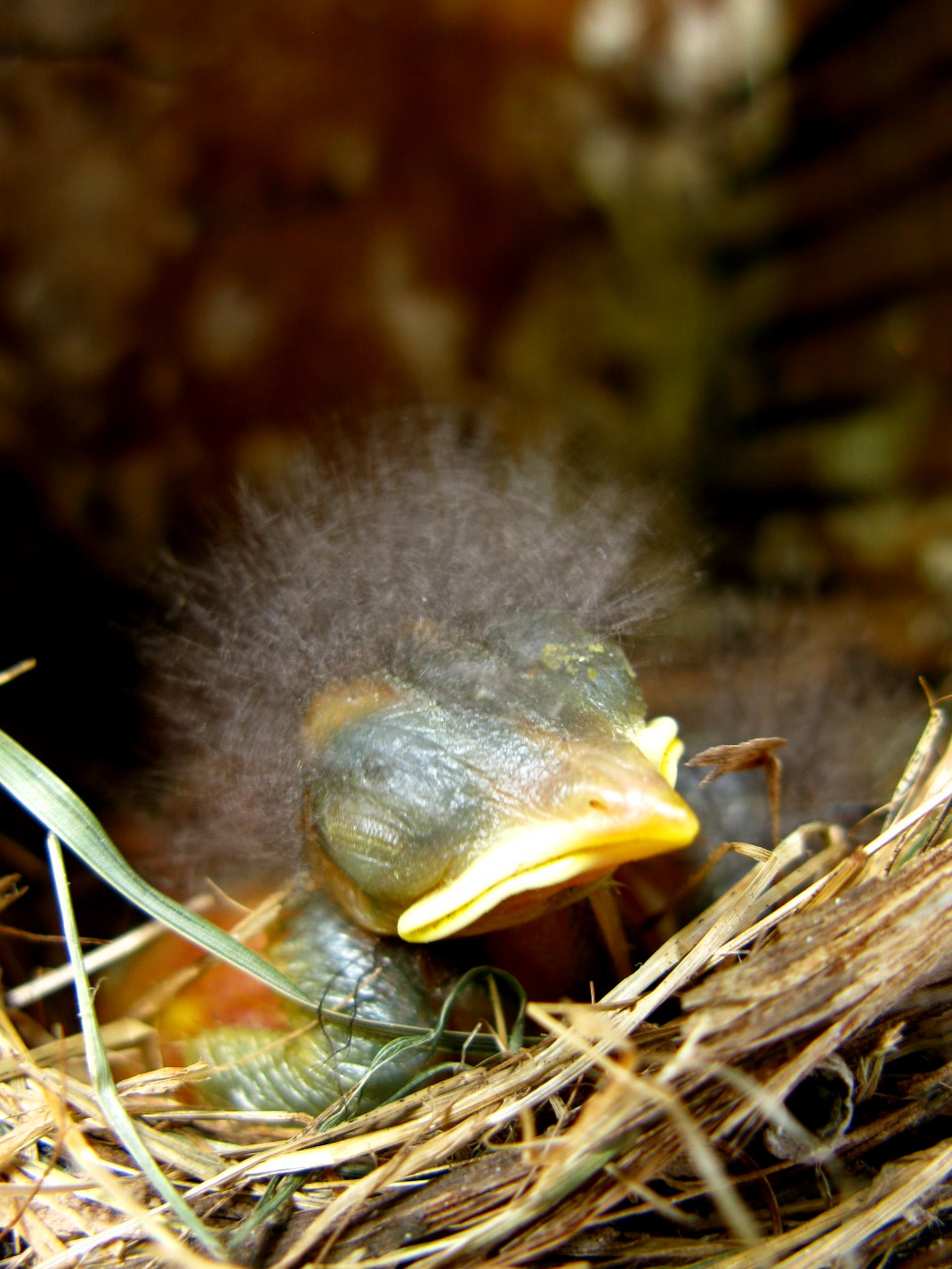
Pulcino di uccello azzurro orientale di un giorno di vita.

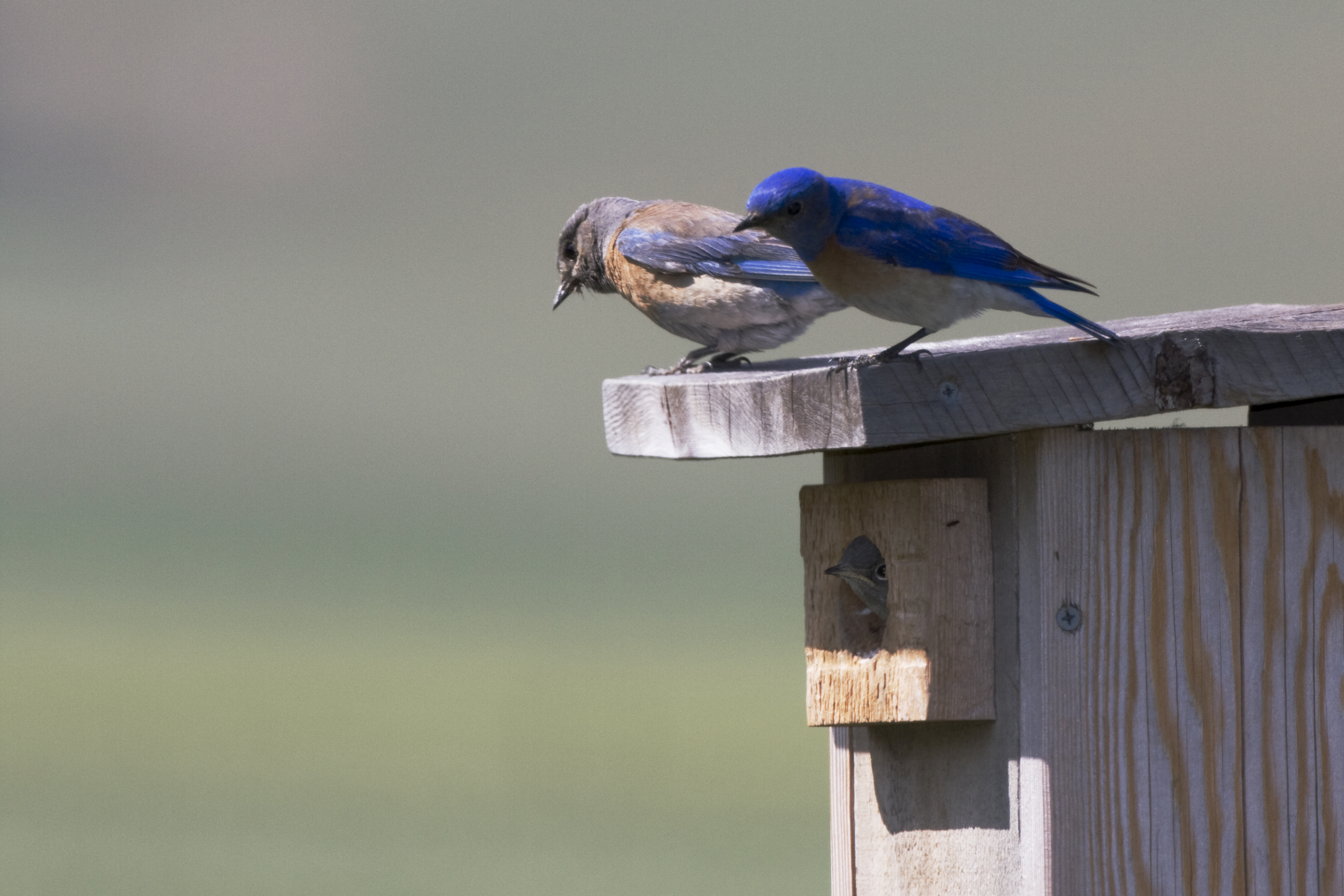
Una coppia di uccelli azzurri occidentali incita il piccolo a volare.

Gli uccelli azzurri orientali e occidentali di solito si riproducono due volte l'anno, o addirittura tre quando le condizioni sono particolarmente favorevoli, ma di solito solo nel caso una delle covate precedenti non sia andata a buon fine. Sulle catene montuose settentrionali e nei terreni di riproduzione posti a quote molto elevate l'uccello azzurro montano alleva una sola covata all'anno. Nel caso la prima covata vada perduta, tutte e tre le specie effettuano un secondo tentativo. La covata è solitamente composta da 5 (2-7) uova piccole ed ellittiche, leggermente bluastre e prive di macchie, delle dimensioni medie di 22×17 millimetri. Uova di colore bianco puro, di solito tutte nella stessa covata, sono state osservate in tutte le specie. Le uova dell'uccello azzurro montano sono in media le più colorate, ma di solito non è possibile determinare con certezza la specie in base all'aspetto delle uova. Le uova vengono deposte ad intervalli di circa 24 ore e la femmina inizia a covarle con continuità a partire dalla deposizione del penultimo uovo. In tutte le specie è la sola femmina a covare: pur ricevendo cibo dal maschio, essa lascia la cavità nelle ore mattutine per andare in cerca di cibo. Il periodo di incubazione per tutte le specie è di circa 14 giorni (11-19). Tutte le uova di solito si schiudono nello stesso giorno. Entrambi i genitori si nutrono durante il periodo di nidificazione. Nei primi giorni, la femmina trascorre molto tempo nella cavità del nido. Il cibo per i nidiacei è costituito principalmente da piccoli insetti e bruchi. Le bacche spesso non sono ancora mature al momento della riproduzione, ma anch'esse entrano a far parte del menu dei piccoli quando sono disponibili. Casi di esemplari estranei che collaborano alle cure parentali sono stati osservati principalmente nell'uccello azzurro occidentale, mentre sono rari nelle altre due specie. Essi coinvolgono quasi sempre maschi non accoppiati, di solito di un anno di età. Al momento della deposizione della seconda covata, spesso i giovani della prima fungono da aiutanti.

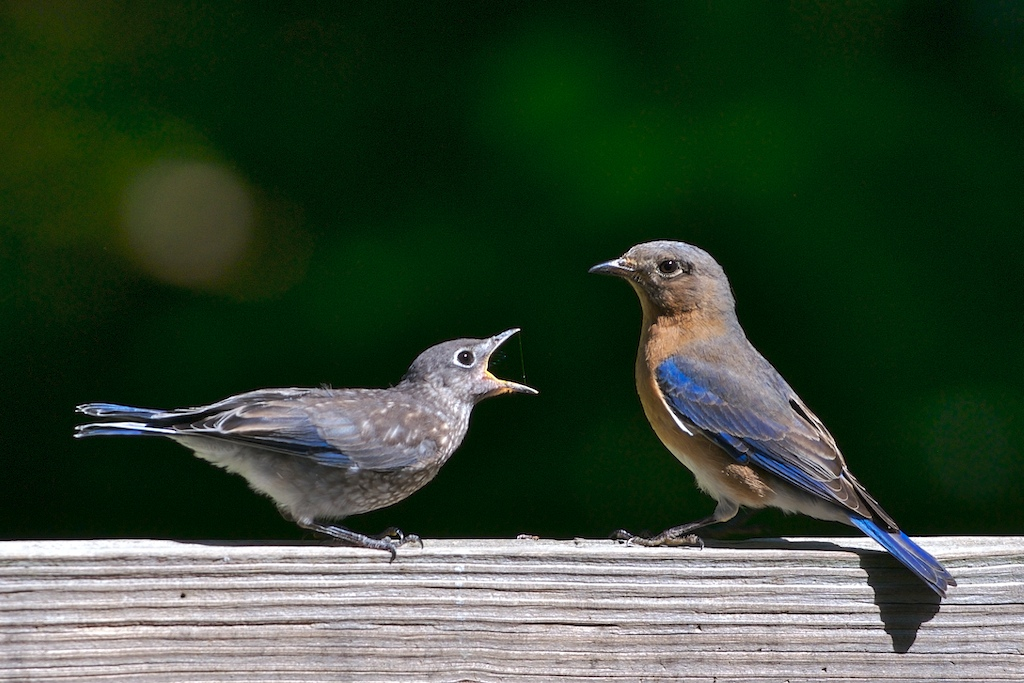
Piccolo di uccello azzurro orientale che elemosina il cibo dalla madre.

I piccoli dell'uccello azzurro orientale si involano dopo circa 19 giorni, quelli delle altre due specie leggermente più tardi. In questo momento sono in grado di effettuare solo brevi voli svolazzanti e dipendono completamente dai loro genitori. Dopo due settimane al massimo, possono volare per distanze più lunghe e cercare cibo da soli, anche se continuano ad essere nutriti dai genitori. Questa fase intermedia dura fino a due mesi nei giovani della seconda nidiata: quelli della prima nidiata vengono spesso cacciati dal territorio all'inizio della deposizione della seconda covata e di frequente si uniscono a formare gruppi di vagabondi. I giovani dell'uccello azzurro occidentale rimangono più spesso di quelli delle altre due specie all'interno del gruppo familiare, nel quale assumono il ruolo di aiutanti durante la covata successiva.

#### Successo riproduttivo
Il successo riproduttivo di tutte e tre le specie è alto: riguardo a questo non vi sono differenze evidenti. Oltre l'80% delle uova riesce a schiudersi e oltre il 75% dei giovani, in condizioni ottimali addirittura intorno al 90%, giunge all'involo; in media esso vieno raggiunto da 3,5 a quasi 5 giovani per covata. Una singola coppia di uccelli azzurri occidentali ha generato in tutto 19 giovani nel corso di tre covate nella stessa stagione riproduttiva.

#### Speranza di vita
Come per tutte le creature selvatiche, la mortalità è più elevata nei primi mesi di vita, ma dopo essere sopravvissuti al primo inverno e alla prima migrazione, la curva di mortalità degli uccelli azzurri si appiattisce in modo significativo. Gli esemplari più anziani di uccello azzurro orientale e occidentale osservati in natura avevano 8 anni, mentre sull'aspettativa di vita dell'uccello azzurro montano abbiamo solo pochi dati a disposizione.

## Tassonomia
Gli uccelli azzurri sono un genere di tordi. A seconda della tassonomia, essi possono essere assegnati alla famiglia dei pigliamosche (Muscicapidae) come una sottospecie distinta, Turdinae, oppure trattati come una famiglia indipendente (Turdidae). Il genere cui appartengono è considerato sister genus di Myadestes, un genere presente in America e alle Hawaii; l'uccello azzurro occidentale e quello orientale sono risultati essere sister species.
Vengono suddivisi in 3 specie e 14 sottospecie:
- uccello azzurro montano (Sialia currucoides (Bechstein, 1798)), diffuso dall'Alaska in un'ampia fascia che giunge a sud fino agli Stati Uniti meridionali. Specie monotipica;
- uccello azzurro occidentale (Sialia mexicana Swainson, 1832), diffuso a ovest delle Montagne Rocciose fino alla Bassa California, dagli Stati Uniti centrali e meridionali al Messico centro-meridionale. Ne vengono riconosciute 6 sottospecie;
- uccello azzurro orientale (Sialia sialis (Linnaeus, 1758)), diffuso a est delle Montagne Rocciose, alle Bermuda, in Messico e in America centrale. Ne vengono riconosciute 8 sottospecie.

## Conservazione
Nessuna delle tre specie è attualmente in pericolo in termini di popolazione complessiva, che è stabile o in lieve aumento. La diminuzione delle popolazioni in alcune regioni è per lo più temporanea ed è dovuta principalmente all'attuale pratica di gestione forestale, che prevede la rimozione di gran parte del legno morto dalle foreste e riduce quindi le opportunità di nidificazione e le fonti di cibo. I programmi di prevenzione degli incendi boschivi, sempre più intensificati, nonché l'impiego ancora praticato di insetticidi su larga scala, stanno impoverendo in particolare le popolazioni di uccello azzurro occidentale e montano. D'altra parte, l'utilizzo molto frequente di nidi artificiali, soprattutto in Canada e negli Stati Uniti, e di mangiatoie invernali ha fatto sì che gli uccelli azzurri siano oggi tra i volatili più comuni della regione, tanto che si è reso necessario prestare attenzione per garantire che le massicce misure di protezione non vadano a scapito della biodiversità.
Il numero di esemplari adulti di uccelli azzurri orientali, montani e occidentali viene stimato rispettivamente in 23, 6 e 7,1 milioni di individui.

## Nella cultura popolare

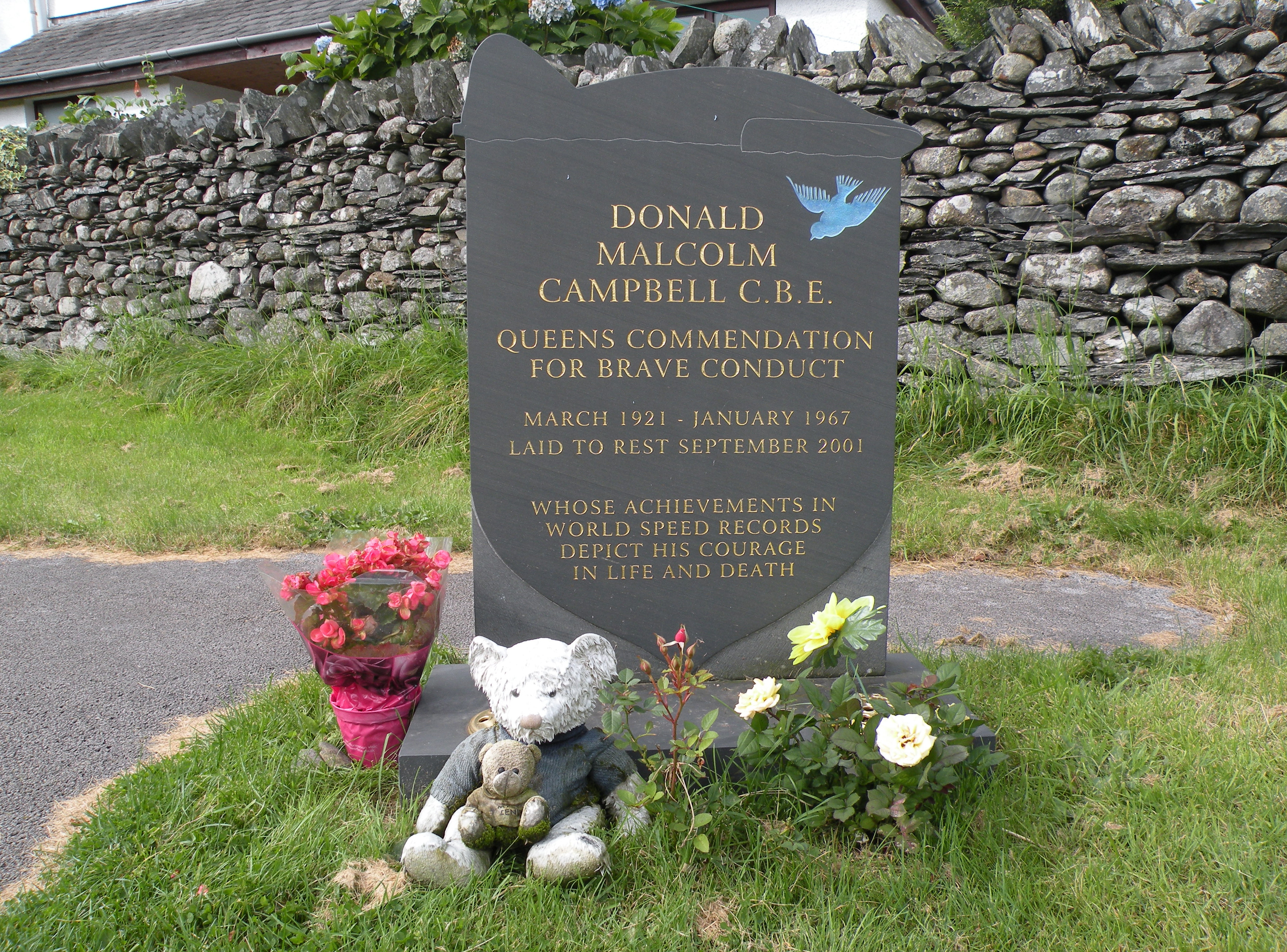
La lapide di Donald Campbells a Coniston (Cumbria) con l'emblema del Bluebird.

Con il suo nome inglese Bluebird (o anche Blue Bird), l'uccello azzurro ha dato il nome a numerosi veicoli da record (sia automobili che imbarcazioni) guidati dal pilota britannico Malcolm Campbell e dal figlio Donald. Già negli anni '20 Campbell senior aveva battezzato una delle sue auto da corsa Blue Bird (facendola dipingere anche di azzurro) dopo aver visto l'omonima opera teatrale di Maurice Maeterlinck. Il figlio in seguito riprese questa tradizionale e da allora in poi chiamò i propri veicoli con la grafia Bluebird per differenziarli da quelli del padre.